# LifeTimes
《LifeTimes》는 1979년 워터하우스 레코드 8에서 발매한 다이애나 허버드의 정규 음반이다. 이 음반에는 다이애나 허버드 외에도 칙 코리아, 스탠리 클라크, 존 굿솔, 마이클 보디커, 패트릭 모라즈 등의 뮤지션이 참여하였다.

## 아티스트
다이애나 메러디스 드월프 허버드는 1952년 9월 24일 런던에서 다이어네틱스나 사이언톨로지교에 관한 많은 책을 쓴 작가 L. 론 허버드와 그의 아내인 매리 수 허버드 사이에서 장녀로 태어났다. 6살이 되었을 때부터 피아노로 소나타를 작곡하였으며, 왕립예술원에 입학해 발레와 음악을 배웠다. 청소년이 되었을 때는 남동생인 쿠엔틴 허버드와 함께 세인트 힐 메이너에서 사이언톨로지교 경영에 관해 배웠으며, 또 다른 남매로는 수제트와 아서가 있었다. 15살이 되었을 때는 사이언톨로지에 아빠를 도와주기 위해 왕립예술원을 떠났으며, 보통은 지중해에 있는 아빠의 요트에서 주로 생활하였다. 16살이 되었을 때는 시 오가니제이션이라고 불리는 엘리트 사이언톨로지 그룹 내에 중령 계급에까지 올라갔다. 다이애나는 1969년 미국 사이언톨로지 교회 지부의 대변인이 되었다. 1979년 허버드는 남편이자 오디오 애호가인 조나단 호위치와 딸인 로앤과 함께 플로리다주의 클리어워터에서 살았으며, 1980년에는 사이언톨로지 교회에 임원으로 재직해 2001년 현재에는 조직 내에서 높은 직위를 유지하고 있다.

## 트랙 리스트
모든 노래는 다이애나 허버드가 작곡하였다.
전체 작곡: 다이애나 허버드
| #  | 제목                                               | 재생 시간 |
| -- | -------------------------------------------------- | --------- |
| 1. | 〈"Rose Coloured Lights"〉                         | 1:52      |
| 2. | 〈"Morning"〉                                      | 1:40      |
| 3. | 〈"Russian Roulette, 1st movement, 2nd movement"〉 | 4:54      |
| 4. | 〈"Dream #23"〉                                    | 3:04      |
| 5. | 〈"Bewitched"〉                                    | 2:40      |
| 6. | 〈"Rainy Streets"〉                                | 4:22      |

| #  | 제목                 | 재생 시간 |
| -- | -------------------- | --------- |
| 1. | 〈"Dream #5"〉       | 2:32      |
| 2. | 〈"Arabia"〉         | 3:05      |
| 3. | 〈"Berlin 1945"〉    | 3:55      |
| 4. | 〈"Desperation"〉    | 2:08      |
| 5. | 〈"Medieval Heart"〉 | 4:30      |
| 6. | 〈"Midnight #3"〉    | 4:08      |

## 크레딧
- 다이애나 허버드 - 피아노
- 칙 코리아 - 신시사이저
- 마이클 보디커 - 신시사이저
- 스탠리 클라크 - 스트링베이스
- 패트릭 모라즈 - 신시사이저
- 존 굿솔 - 기타
- 데이비드 캠벨 - 비올라
- 짐 쿠거 - 목관악기
- 데니스 카마진 - 첼로
- 알 헨드릭슨 - 부주키
- 데니 세이웰 - 드럼
- 조니 피어스 - 베이스

### 이외
- “Diana Hubbard”. 《The Music Journal》 38 (1-5): 65. 1980년.